# Regiunea Stara Zagora
Stara Zagora este o regiune (oblast) în centrul Bulgariei. Se învecinează cu regiunile Haskovo, Kârgeali, Plovdiv, Loveci, Gabrovo, Veliko Târnovo, Sliven și Iambol. Capitala sa este orașul omonim.
1. ↑  EKATTE, accesat în 10 iulie 2024
2. ↑  GeoNames, accesat în 9 iulie 2017